# Procesmusik
Procesmusik er musik, der hidrører fra en proces, og mere specifikt, musik, der gør, at processen er hørbar.

## Historie
Selvom udtrykket procesmusik i dag ofte bruges synonymt med minimalisme, går det forud for fremkomsten af denne stil med mindst tyve år. Elliott Carter, for eksempel, brugte ordet "proces" til at beskrive de komplekse kompositionsfigurer han begyndte at bruge omkring 1944,, med værker som Piano Sonata og First String Quartet, og er fortsat med at bruge op til vor tid.

Michael Nyman har udtalt, at "oprindelsen til den minimale procesmusik ligger i serialismen. Kyle Gann ser også mange ligheder mellem serialisme og minimalisme, og Herman Sabbe har vist, hvordan procesmusik virker i de tidlige serielle værker af den belgiske komponist Karel Goeyvaerts, især i hans elektroniske kompositioner Nr. 4, met dode tonen [med døde toner] (1952) og Nr. 5, met zuivere tonen [med rene toner] (1953). Andetsteds gør Sabbe en lignende demonstration for Kreuzspiel (1951) af Karlheinz Stockhausen.
I begyndelsen af de tidlige 1960'erne komponerede Stockhausen flere instrumentale værker, som han kaldte "proceskompositioner", hvor symboler – herunder plus, minus, og lighedstegn – bruges af komponisten til at angive successive transformationer af lyde, der er uspecificerede eller uforudsigelige. Disse værker omfatter Plus-Minus (1963), Prozession (1967), Kurzwellen, og Spiral (begge 1968), og førte til de verbalt beskrevne processer i Aus den Sieben Tagen (1968) og Für Kommende Zeiten (1968-71).
György Ligetis Poème symphonique (1962), hvor hundrede metronomer er indstillet til forskellige tempi og får lov til at løbe ud, er endnu et bemærkelsesværdigt eksempel.
Udtrykket procesmusik (i minimalistisk forstand) blev udmøntet af komponisten Steve Reich i hans manifest fra 1968 med titlen "Music as a Gradual Process" hvor han meget omhyggeligt, men dog kort, beskrev hele konceptet, herunder definitioner som phasing og brugen af musikalske fraser til at komponere eller at skabe denne musik, såvel som hans idéer med hensyn til dens formål, og en kort historie om sin opdagelse af det.
En række af Steve Reichs tidlige værker er eksempler på denne form for procesmusik, især en særlig proces, der kaldes phasing. I hans værk fra 1968, Pendulum Music, er et antal mikrofoner forbundet til en række højttalere, og hver især svinger frit over højttaleren den er tilsluttet, indtil den hænger stille – den feedback (tilbagekobling), der er resultatet af den proces at hver mikrofon passerer hen over højttaleren, udgør musikken.
Procesmusik kan også skabes ved hjælp af relativt traditionelle instrumentale teknikker – Reichs Piano Phase er et eksempel. James Tenney er en komponist, der involveret i procesmusik, som i sin hyldest til Steve Reich, Chromatic Canon, hvor en tonerække efterhånden bygges op, en node ad gangen, fra det, der begyndte som en gentagen kvint uden terts (en. "open fifth"), før de vender tilbage til udgangspunktet ad samme vej.,
Inden for populær musik har procesmusik gjort sin stærkeste tidlige fremtræden i ambient værker af Brian Eno, navnlig hans første strejftog i den genre, Discreet Music. På flere af de spor i dette album blev musikere bedt om at spille en lille del af Johann Pachelbels Kanon i d-dur på forskellige måder. På ét stykke spillede musikere f.eks afsnittet ved forskellige hastigheder, hvor hastigheden udelukkende var bestemt ved tonehøjden af det instrument, der blev anvendt. Således spillede basinstrumenter afsnittet i et langsommere tempo end instrumenter i diskantområdet, og det nyskabte stykke blev formet ved at disse melodiske linjer gled ind og ud af fase med hinanden.

## Notable værker
- William Basinski

The Disintegration Loops I-IV (2003)
The River
- Elliott Carter

Sonata for Cello and Piano (1948)
String Quartet No. 1 (1950–51)
Piano Concerto (1964–65)
A Mirror on Which to Dwell (1975)
Night Fantasies (1980)
Symphonia: Sum Fluxae Pretium Spei (1993–1996)
- Brian Eno

Discreet Music (1975)
Neroli (1993)
- Karel Goeyvaerts

Nr. 4, met dode tonen (1952) (Sabbe 1977, 68–70)
Nr. 5, met zuivere tonen (1953) (Sabbe 1977, 70–73)
- György Ligeti (1923–2006)

Poème Symphonique for 100 metronomes
- Annea Lockwood

Piano Transplant No. 1. Burning Piano (Oteri 2004)
- Alvin Lucier

I am sitting in a room
Music On A Long Thin Wire
- Steve Reich

It's Gonna Rain (1965)
Come Out (1966)
Piano Phase (1967)
Violin Phase (1967)
Pendulum Music (1968)
Clapping Music (1972)
- Frederic Rzewski

Les Moutons de Panurge (1969)
- Karlheinz Stockhausen

Plus-Minus (1963)
Mikrophonie I (1964)
Solo (1965–66)
Prozession (1967)
Kurzwellen (1968)
Aus den sieben Tagen (1968)
Spiral (1968)
Pole (1969–70)
Expo (1969–70)
Für kommende Zeiten (1968–70)
Ylem (1972)
- James Tenney

For Ann (rising) (1969)
Chromatic Canon (1980/83)

## Note
1. ↑  den engelske tekst er: "from what started as a repeated open fifth, before returning by the same path." – muligvis er oversættelsen ikke korrekt!

En bemærkning til "returning by the same path" : se Motiv (musik)#Motivets bearbejdningsmuligheder,
der nævner krebs: "At spille alle motiver baglæns (krebs)".